# 1463 Норденмаркія
1463 Норденмаркія (1463 Nordenmarkia) — астероїд головного поясу, відкритий 6 лютого 1938 року.
Тіссеранів параметр щодо Юпітера — 3,166.